# 바하마후티아
바하마후티아 또는 잉그럼후티아(Geocapromys ingrahami)는 후티아과에 속하는 설치류의 일종이다. 바하마의 토착종이다. 자연 서식지는 아열대 또는 열대 기후 지역의 저지대 습윤 숲과 건조 관목 지대 그리고 암반 지역이다.

## 특징
바하마후티아는 짧은 꼬리를 갖고 있는 쥐를 닮은 설치류의 일종으로 몸길이는 최대 60cm 정도이다. 털 색은 다양하며, 검은색과 갈색, 회색, 흰색 또는 붉은색을 띤다.

## 분포 및 서식지
바하마후티아는 바하마의 토착종으로 주로 동 플라나 케이에서 발견된다. 1973년 수마 케이즈 육상 및 해양 공원에 도입되었다.

## 습성
바하마후티아는 야행성 동물의 일종으로 낮 시간 동안에는 땅 아래에서 지낸다. 나무에 오를 수 있지만 주로 땅 위 또는 땅에 가까운 곳에서 먹이를 구하고, 식물의 잎과 새싹, 과일, 견과류 그리고 나무껍질을 먹으며 가끔 곤충이나 작은 도마뱀을 먹기도 한다. 해초를 먹는 것으로도 알려져 있다.
다 자란 바하마후티아는 한 쌍의 결속력이 오랫동안 유지되며, 연중 언제든 번식을 할 수 있다. 약 4개월의 임신 기간 이후 최대 4마리까지 새끼를 낳는다. 태어난 후 불과 며칠만에 딱딱한 음식을 먹을 수 있으며, 가족 집단의 일원으로 성적으로 성숙해 질때까지 최대 2년간 머문다.

## 보전 상태
2종의 아종이 현대에 멸종되었다. 초기 유럽 항해자들이 언급했던 크루커드섬후티아(G. i. irrectus)와 큰아바코후티아(G. i. abaconis)는 1600년대에 멸종된 것으로 간주되고 있다. 직접적인 사냥보다는 서식지에 대한 개간 때문인 것으로 추정하고 있다. 겨우 6곳에서만 알려져 있으며, 국제 자연 보전 연맹(IUCN)이 보존 등급을 "취약종"으로 지정하고 있다. 개체군이 작고 안정적인 상태로 간주하고 있지만, 허리케인과 같은 천재 지변이나 야생고양이와 같은 천적이 섬에 상륙하는 것 등에 의해 위협을 받을 수도 있다.

## 같이 보기
- 후티아류